# Kristaps Bahmanis
Kristaps Bahmanis ou Bachmanis, né le 7 février 1867 à Nīkrāce dans le gouvernement de Courlande et mort le 12 mars 1942 à Riga,  est juriste, écrivain, journaliste et homme politique letton, plusieurs fois député à la chambre (Saeima). Commandeur de l'ordre des Trois Étoiles

## Biographie
Né dans le canton de Nīkrāce dans la ferme de "Stirpaiķi". Acteur de la Révolution de 1905, comme Rainis, il prend en 1907 le chemin de l'exil vers la Suisse.
À partir de 1914, il travaille comme notaire dans la petite ville de Bauska. Durant la Première Guerre mondiale, il est un des organisateurs du Comité central d'approvisionnement des réfugiés lettons (1915-1918) qui ont dû fuir massivement (environ 500 000 personnes) la Courlande envahie par les armées allemandes, et qui se dispersent sur l'ensemble du territoire de l'Empire russe. En 1917, il siège au sein du Conseil territorial provisoire de Courlande (Kurzemes Zemes padome) en qualité de secrétaire Conseil national provisoire de Lettonie (Latviešu Pagaidu Nacionālā padome). De 1918 à 1920, en tant que membre du comité exécutif du Comité central des Lettons d'Ukraine, et de représentant de la Lettonie en Russie méridionale, en Ukraine, en Crimée, sur le Don, en Géorgie et en Arménie, il gère le rapatriement des réfugiés en Lettonie. 
Élu député au sein de la première et de la deuxième assemblée (1. un 2. Saeima), il représente le petit parti centriste de l'Union des Nouveaux paysans (Jaunzemnieku savienība). Après son échec électoral lors de la troisième législature, il rejoint l'Union progressiste (Progresīvā apvienība) aux côtés de laquelle il siège au sein de la quatrième assemblée (4. Saeima). 
Homme de lettres prolixe, collaborateur de nombreux journaux, il est l'auteur de d'ouvrages extrêmement bien documentés, et décrit avec un authentique talent de conteur son expérience de la Révolution de 1905 ainsi que son action auprès des réfugiés lettons en Russie et en Ukraine.
Il meurt le 12 mars 1942 dans son appartement de Riga. Il repose au cimetière de la Forêt à Riga (Rīgas Meža kapi).